# Miščiće
Miščiće település Szerbiában, a Raskai körzet Novi Pazar községében.

## Népességváltozás
- 1948-ban 144 lakosa volt.
- 1953-ban 158 lakosa volt.
- 1961-ben 158 lakosa volt.
- 1971-ben 192 lakosa volt.
- 1981-ben 161 lakosa volt.
- 1991-ben 200 lakosa volt.
- 2002-ben 231 lakosa volt, akik közül 218 szerb (94,37%) és 13 muzulmán (5,62%).